# Saint-André-de-Lidon
Saint-André-de-Lidon is een gemeente in het Franse departement Charente-Maritime (regio Nouvelle-Aquitaine). De plaats maakt deel uit van het arrondissement Saintes. Saint-André-de-Lidon telde op 1 januari 2022 1.220 inwoners.

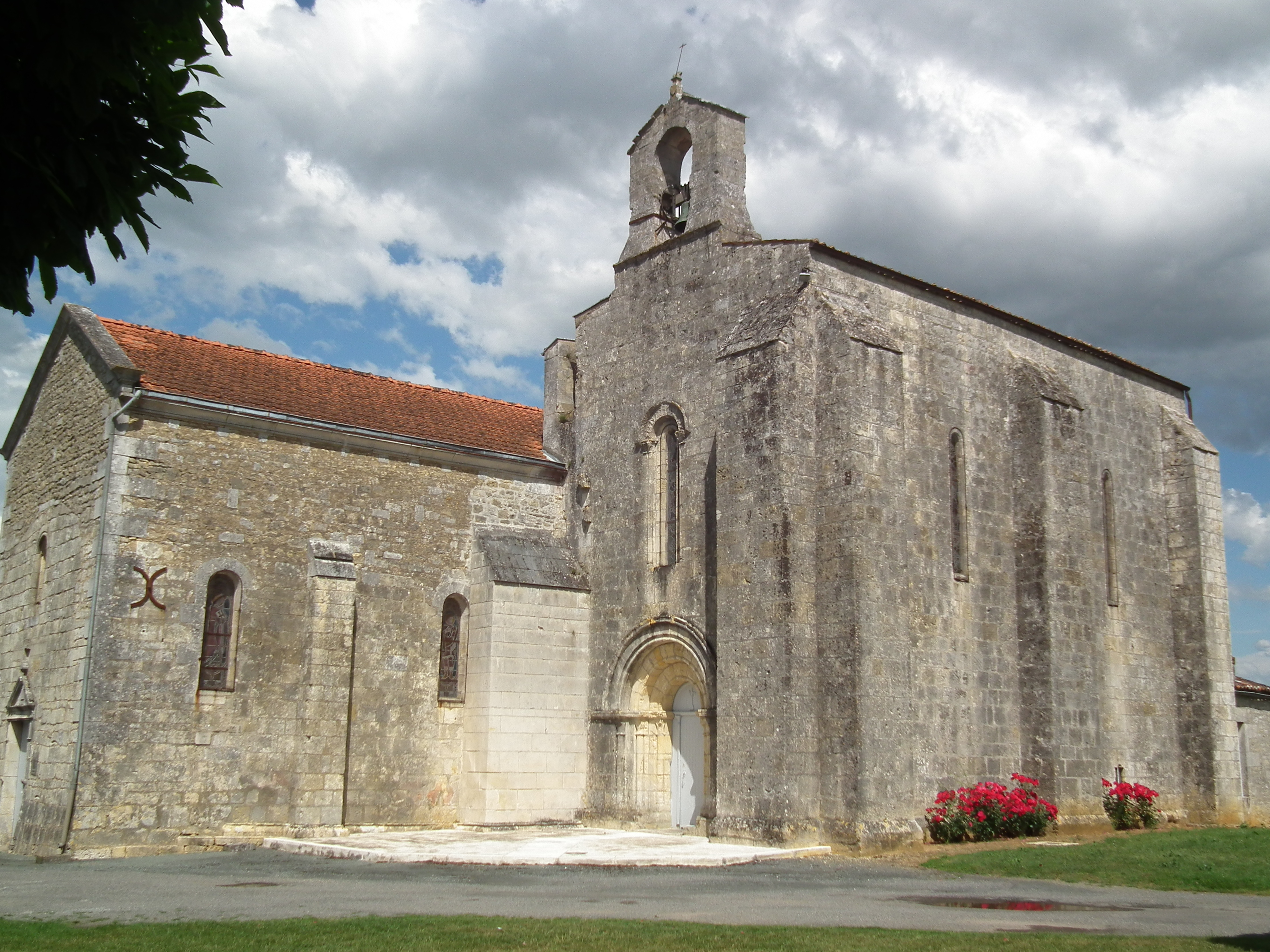
Kerk van Saint-André-de-Lidon
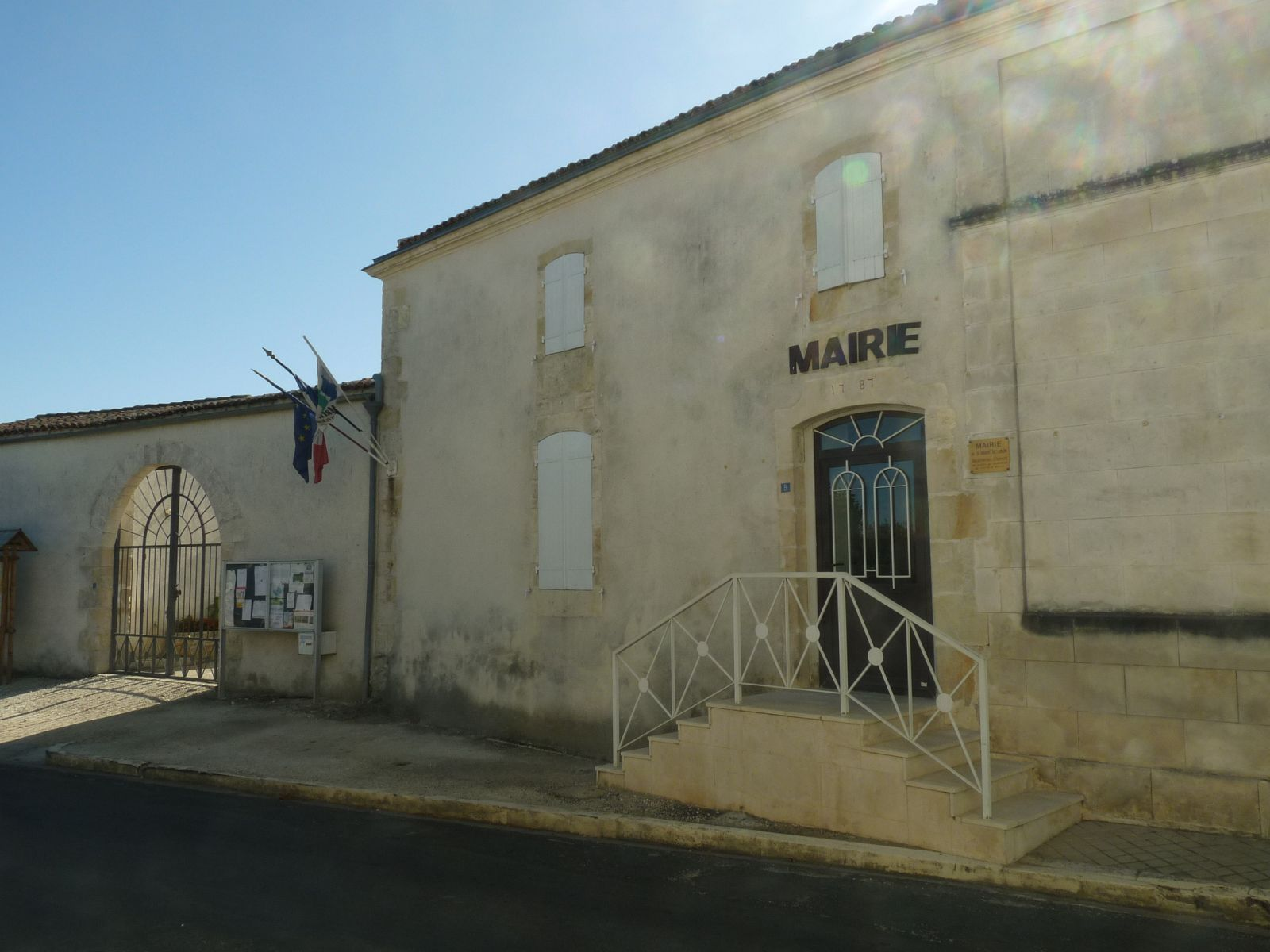
Gemeentehuis
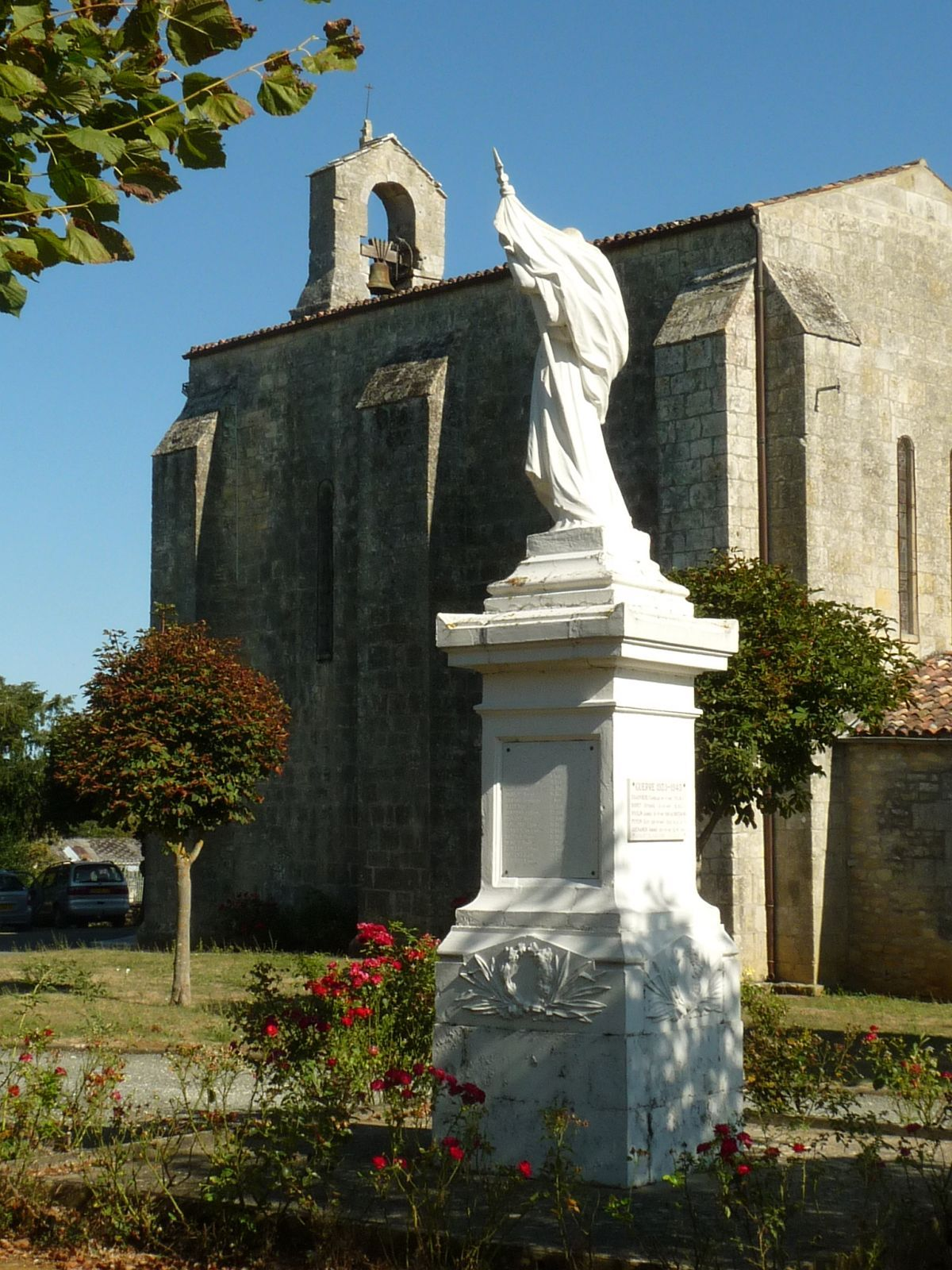
Standbeeld

## Geografie
De oppervlakte van Saint-André-de-Lidon bedraagt 23,83 km², de bevolkingsdichtheid is 47 inwoners per km² (per 1 januari 2019).
De onderstaande kaart toont de ligging van Saint-André-de-Lidon met de belangrijkste infrastructuur en aangrenzende gemeenten.

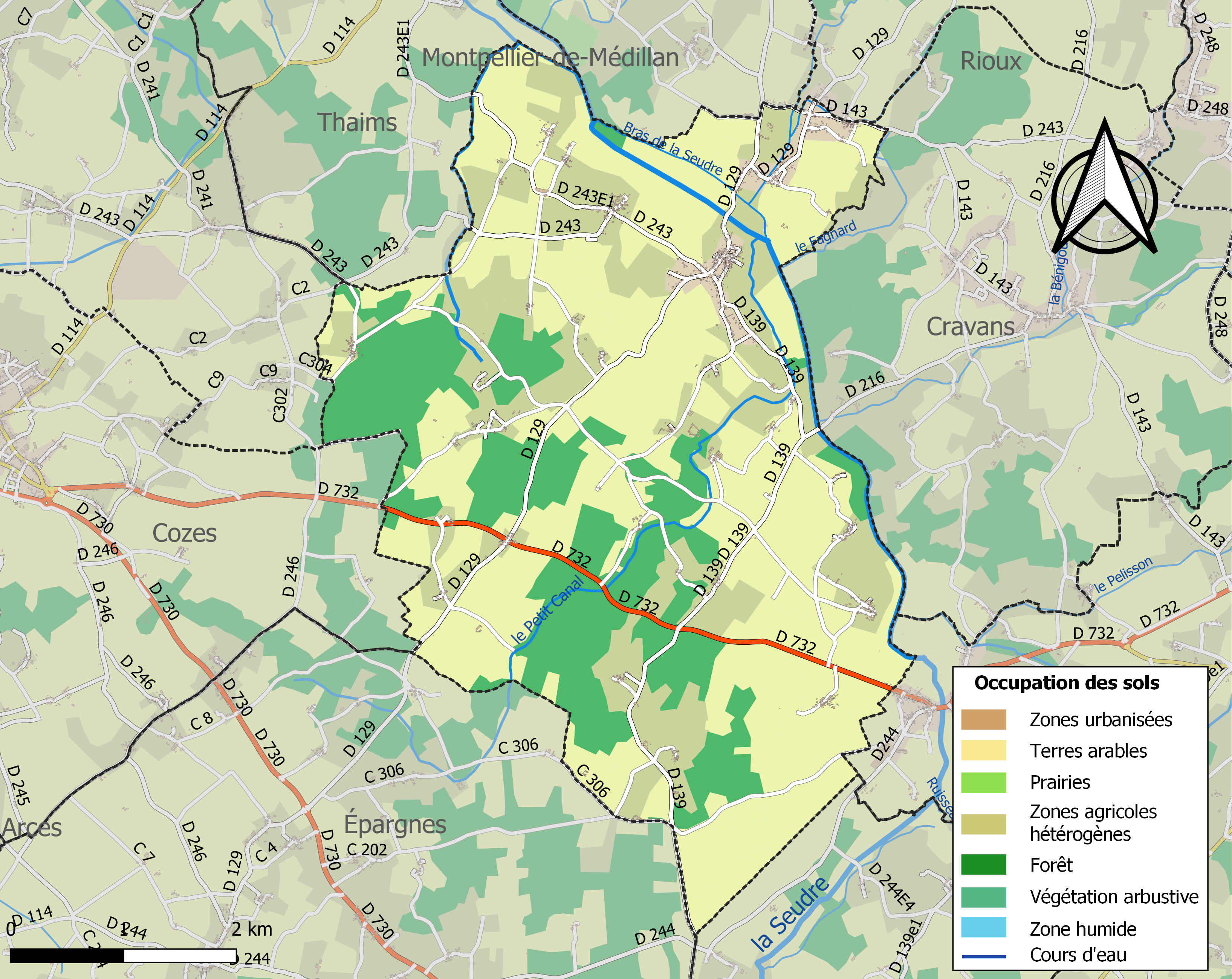

## Demografie
Onderstaande figuur toont het verloop van het inwonertal (bron: INSEE-tellingen).